# Соколи (Ґраєвський повіт)
Соколи (пол. Sokoły) — село в Польщі, у гміні Щучин Ґраєвського повіту Підляського воєводства.
Населення — 52 особи (2011).
У 1975-1998 роках село належало до Ломжинського воєводства.

## Демографія
Демографічна структура станом на 31 березня 2011 року:
|          | Загалом | Допрацездатний вік | Працездатний вік | Постпрацездатний вік |
| -------- | ------- | ------------------ | ---------------- | -------------------- |
| Чоловіки | 31      | 9                  | 17               | 5                    |
| Жінки    | 21      | 6                  | 11               | 4                    |
| Разом    | 52      | 15                 | 28               | 9                    |